# Friederike Stolz
Friederike Renate Stolz (* 23. Jänner 1913 in Linz; † 14. Juli 1989 in Gallspach) war eine österreichische Keramikerin und Bildhauerin.

## Leben und Wirken

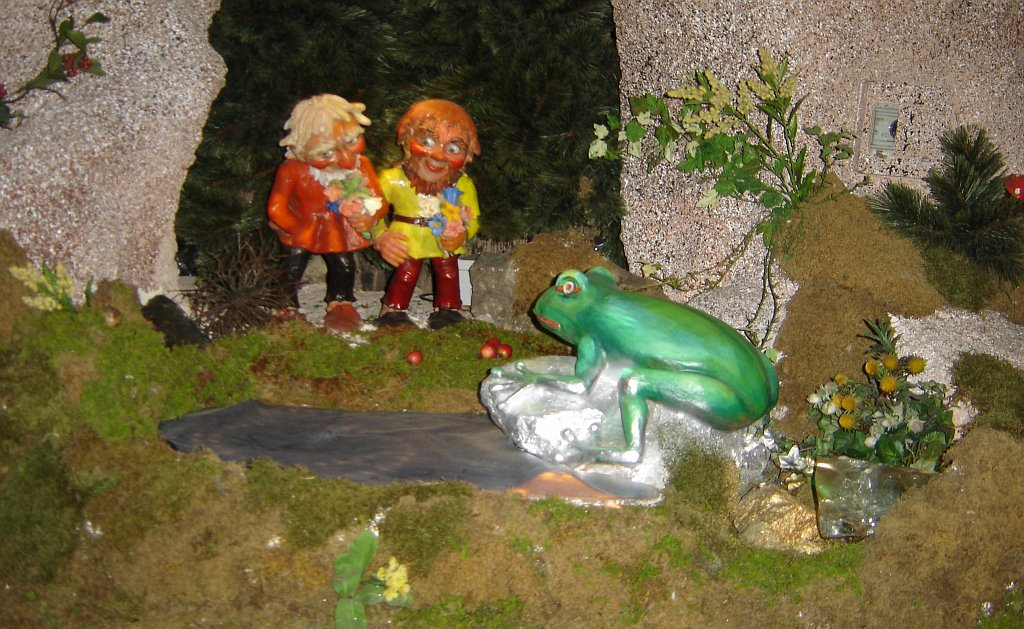
Hauptattraktion der Linzer Grottenbahn sind Märchenfiguren

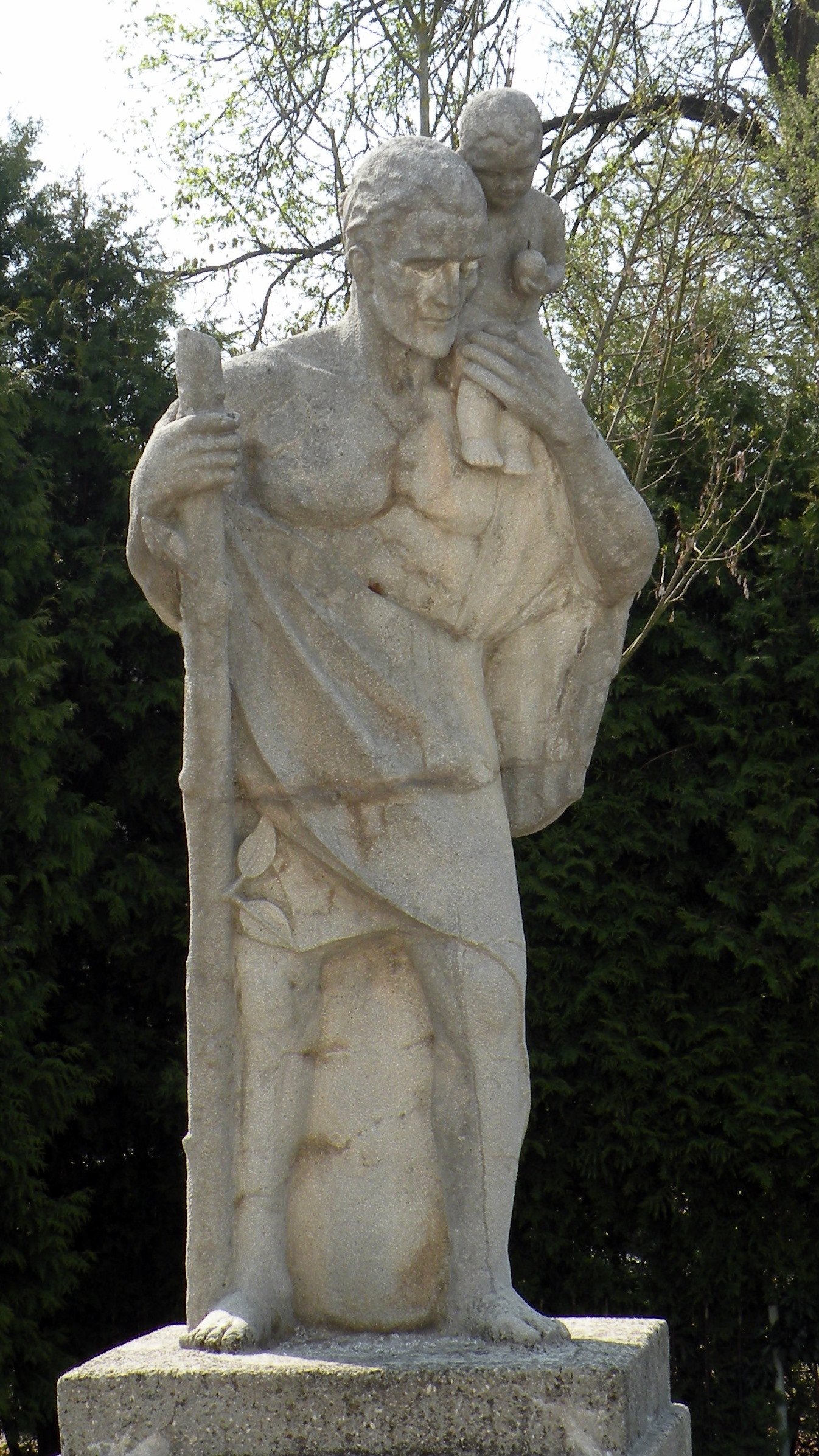
Brückenheiliger Christophorus in Perg, Hafnerplatz (1950)

Friederike Stolz ist die Tochter des Linzer Zoologen und Tierpräparators Bernhard Stolz, der als Bediensteter des Oberösterreichischen Landesmuseums u. a. 1897 bis 1906 die Tiere der Linzer Grottenbahn gestaltete.
Sie erhielt zunächst eine Gesangsausbildung am Konservatorium Linz, bevor sie an der Kunstakademie Wien ihr Studium begann.
Sie erweiterte ihre Kenntnisse im Rahmen eines zweijährigen Italien-Aufenthalts, wo Stuckaturarbeiten, Bleiglasfenster und Mosaike entstanden. Ab 1938 erhielt sie Aufträge für Reliefs, Büsten, Statuen, Brunnen u. a. m., die auch Anerkennung von offizieller Seite des Dritten Reiches fanden und u. a. mit dem Gaukulturpreis Oberdonau 1941 (Anerkennungspreis) und mit dem Berufs- und Ehrentitel Professor h.c. honoriert wurden.
Friederike Stolz legte nach der Zerstörung der Linzer Grottenbahn durch einen Bombentreffer Pläne für die Neuerrichtung vor, wurde 1946 gemeinsam mit einem Team von acht Keramikerinnen mit deren Ausführung beauftragt und gilt als Mutter der Linzer Grottenbahn.
Danach führte sie ihr künstlerisches Schaffen mit Kriegerdenkmälern, Bronzestatuen, Kirchenrenovierungen und Keramikarbeiten fort.
2022 wurde bekannt, dass Stolz NSDAP-Mitglied war, auf Grund dessen wird im Frühjahr 2023 ihr Stern auf der Walk of Fem in Linz übermalt werden.

## Auszeichnungen
- Anerkennungsurkunde der Stadt Linz (1987)
- Silbernes Verdienstzeichen des Landes Oberösterreich (1988)
- Berufstitel Professor h.c.

## Werke (Auswahl)
- Reliefporträt von Adalbert Stifter (1938), Linz, ursprünglich in der Knaben-Hauptschule 1, die 1938 in Adalbert-Stifter-Schule umbenannt worden war, seit 1951 im Akademischen Gymnasium Linz
- Maskengruppe und zwei Kartuschen für das Bühnenportal im Redoutensaal des Linzer Landestheaters (während des Zweiten Weltkriegs)
- Christophorus-Statue, Perg, Hafnerplatz (1950)
- Fries an der Friedenskirche, Linz, Wildenbergstraße (1950)
- Seelöwe, Linz, Linke Brückenstraße (1970)
- Pinguine, Linz, Hölderlinstraße (1961)
- Neugestaltung der durch einen Bombentreffer zerstörten Linzer Grottenbahn auf dem Pöstlingberg (1946 bis 1948)[6]

## Ausstellung
In der Ausstellung Linz Blick. Stadtbilder in der Kunst 1909 bis 2009 in Linz, 2009, anlässlich von Linz 2009 – Kulturhauptstadt Europas fand das Werk der Künstlerin, insbesondere die Miniatur des Linzer Hauptplatzes in der Linzer Grottenbahn, Erwähnung.

## Publikationen
- Mit Gertrude Maleschinski: Die Linzer Grottenbahn, Märchenwelt, Linz AG (Hrsg.) mehrere Auflagen, Linz 1960 und 1980